# Avion radiocommandé

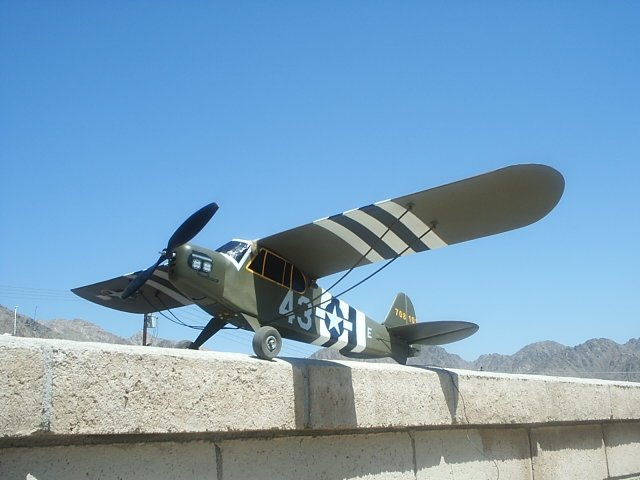
ParkZone J-3 Cub radiocommandé.

Les avions radiocommandés (RC) sont des modèles réduits pilotés (aéronef à voilure fixe) à l’aide d’une télécommande. Ils utilisent une communication radio entre une télécommande émettrice et un récepteur situé dans l’avion. Le récepteur contrôle les servomoteurs actionnant les gouvernes ou d'autres fonctions de l’avion en fonction des ordres de commande du pilote donnés par de la position des joysticks radiocommandés. L'utilisation d'avions radiocommandés en tant que loisir est en augmentation constante du fait de la disponibilité de pièces plus petites et de moins en moins chères, ainsi que grâce aux avancées technologiques. Une grande variété de modèles et de styles est disponible afin de satisfaire à toutes les envies et à tous les budgets. Du fait de la disponibilité et des avancées en accumulateurs électriques et moteurs électriques, un nombre grandissant d’utilisateurs utilisent des avions électriques plutôt que thermiques (fonctionnant le plus souvent au mélange méthanol/huile ou à l’essence). Les avions électriques sont en effet plus faciles à construire, plus silencieux et moins salissants.
Les scientifiques ainsi que les organisations gouvernementales ou les militaires utilisent également des avions radiocommandés pour des expériences, la récupération d’informations météorologiques ou en faire des drones.

## Histoire
Les premiers exemples de modèles réduits RC sont des ballons dirigeables gonflés à l’hydrogène au XIXe siècle. Ils volaient dans des music halls pendant l’entracte pour distraire le public, ils étaient guidés par un signal radio rustique généré par un arc électrique. Dans les années 1920, le Royal Aircraft Establishment d’Angleterre construisit et testa le Larynx, un monoplan RC disposant d’un rayon d’action de 160 km muni d’un moteur Lynx. Puis dans les années 1930, les Britanniques développèrent le Queen Bee un de Havilland Tiger Moth modifié, et un avion cible similaire.

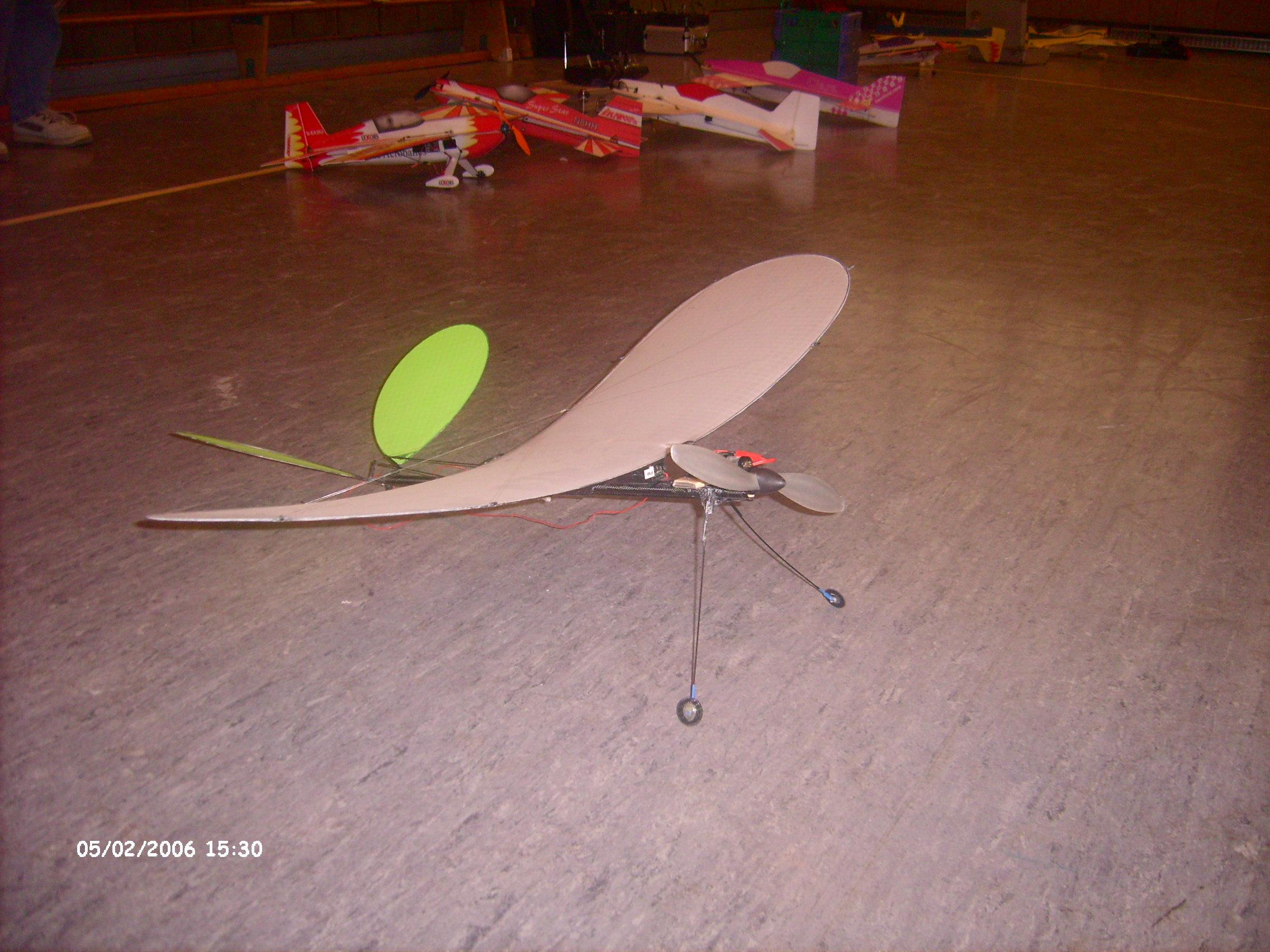
Un petit avion radiocommandé destiné au vol indoor.

## Types
Il existe de nombreux types d’avions radiocommandés, des Park Flyers et des avions d’entraînement, pour les débutants ; des avions à bougie, moteur électrique ou des planeurs pour les pilotes plus avancés. Pour les experts, on trouve des jets, des hélicoptères, ou autres types d’avions de compétition. Il est également possible de construire des modèles à l’échelle d’avions réels. Certains appareils peuvent également ressembler à des oiseaux et voler comme tels.

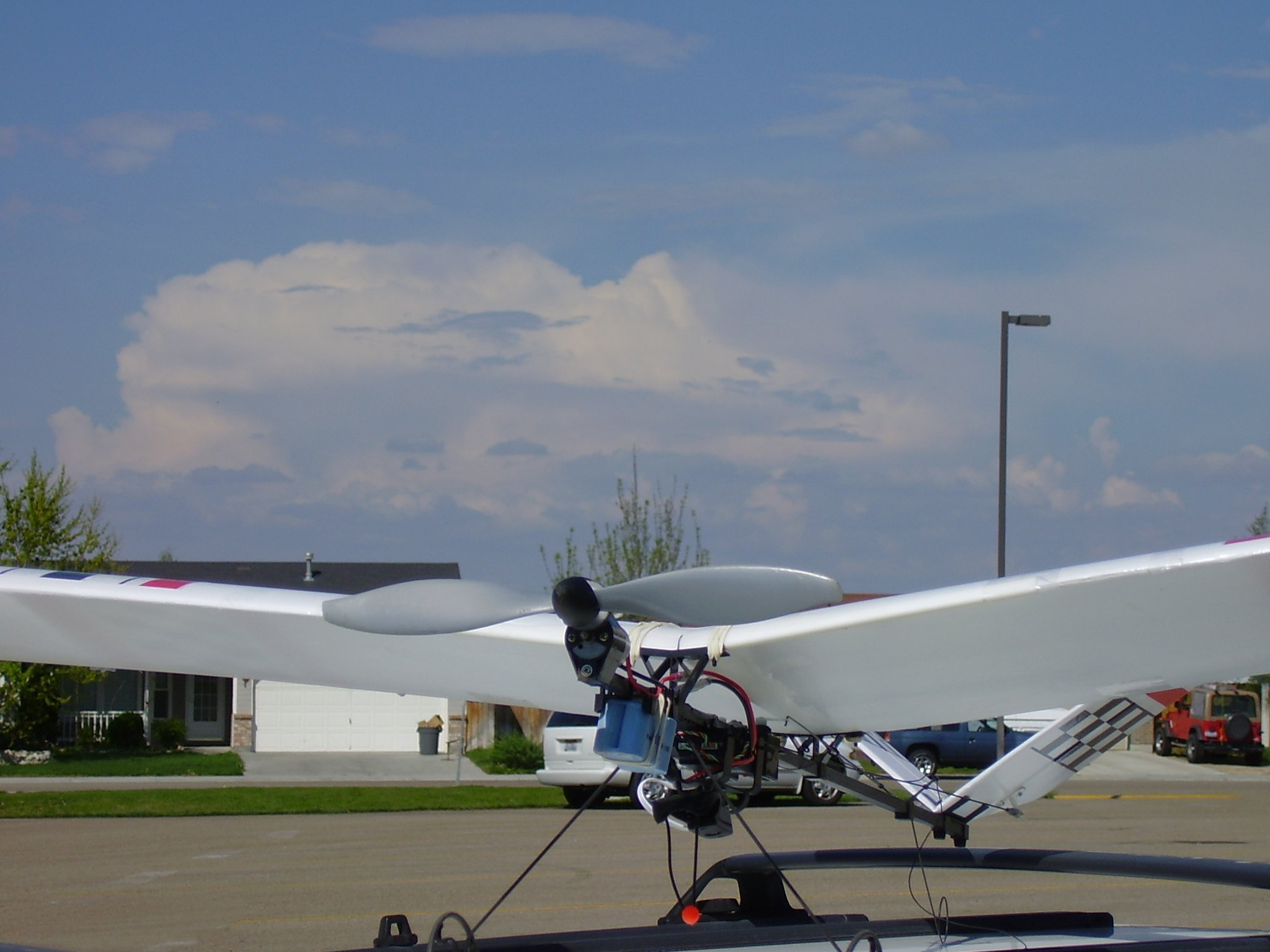
ParkZone Slo-V.

Une distinction est généralement faite entre les appareils jouets et ceux dits de loisir. Les avions jouets sont exclusivement électriques, d’une puissance moindre et nécessitent moins de compétences pour les piloter. Ils sont donc moins chers. Les avions de loisir se déclinent en de multiples variantes, du petit avion électrique jusqu’à l’appareil à plusieurs milliers d’euros et des centaines de centimètres cubes « sous le capot ».

### Park Flyerset avions d’entraînement

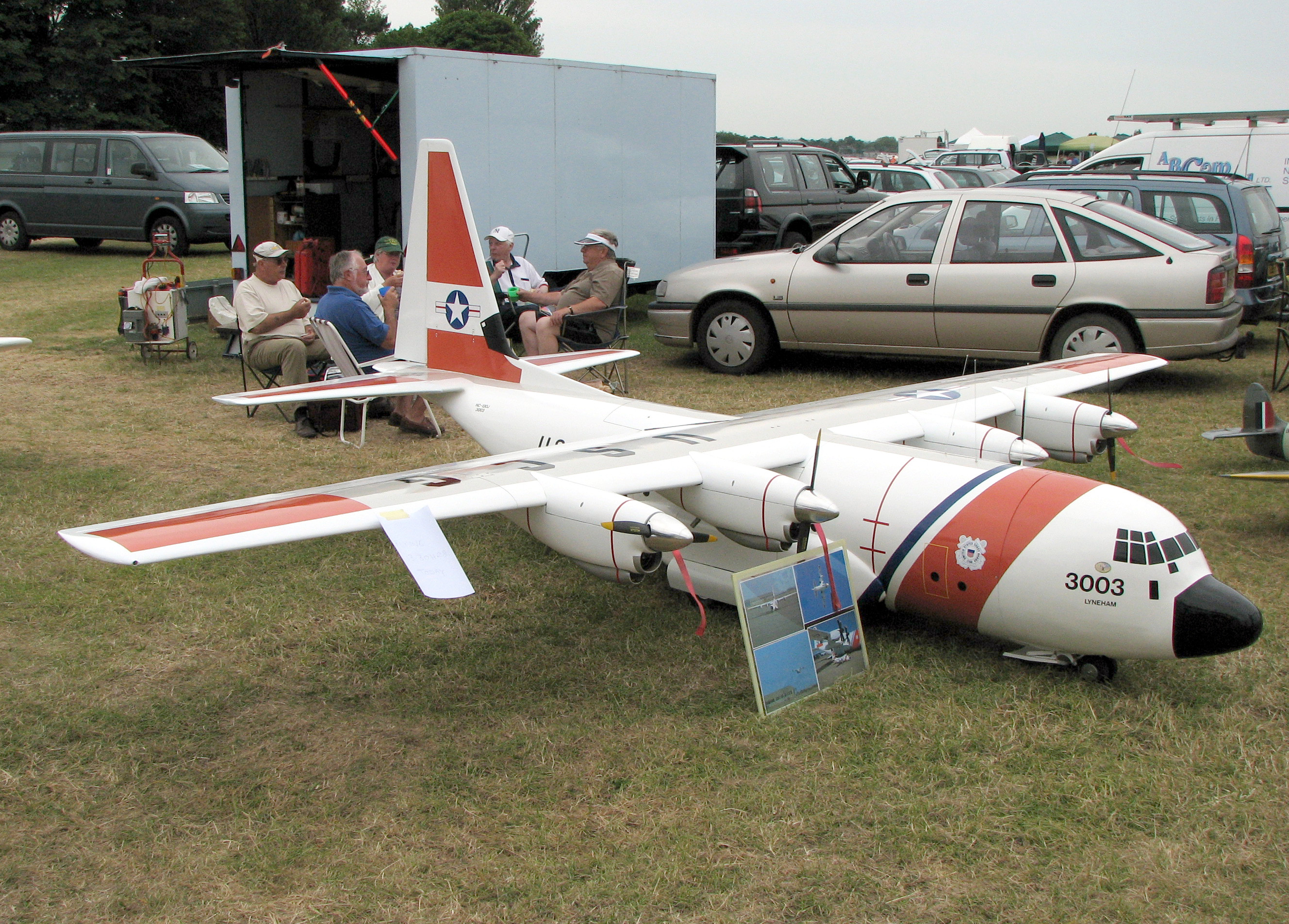
Un grand avion radiocommandé (appelé "petit gros").

Les Park Flyers sont de petits avions électriques simples à piloter. Ils sont construits en gardant à l’esprit que le pilote est un débutant, nécessitant une aire de vol pas plus grande qu’un parc. Ils sont économes. Les avions d’entraînement sont identiques aux park flyers de par leur facilité de pilotage et leur faible coût. Néanmoins, ils sont plus grands et habituellement motorisés par des moteurs thermiques qui fonctionnent avec un mélange de méthanol, de nitrométhane ({\displaystyle {\ce {CH3NO2}}}) et d’huile.

### Maquettes de grande échelle et avions sportifs
Les maquettes et modèles sportifs sont plus gros et généralement plus coûteux.
Il existe une large gamme de modèles sportifs qui s’échelonne des simples modèles fun-fly dont l’envergure est inférieure à un mètre, à des modèles immenses à l’échelle un sur quatre ou même {\displaystyle 1/2} de l’avion représenté possédant des moteurs de plusieurs centaines de centimètres cubes.

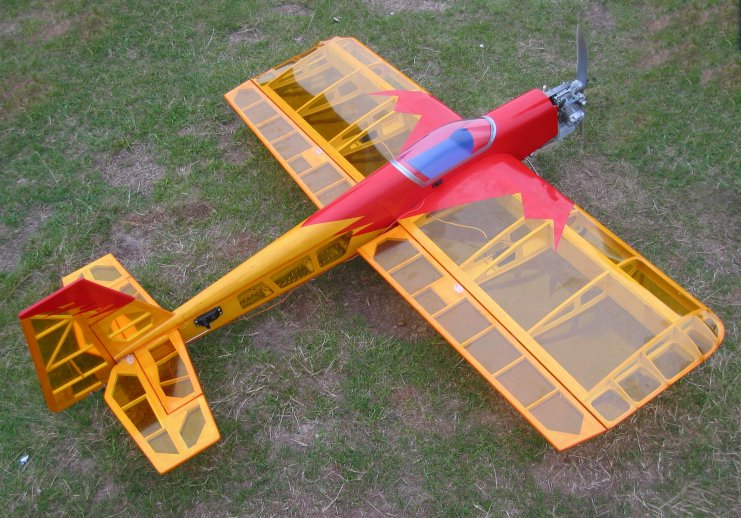
Avion à entoilage transparent.

La plupart des modèles sportifs ainsi que de nombreuses maquettes de grande échelle sont généralement aptes au vol acrobatique comme des boucles, des tonneaux et autres tailslides. Les maquettes à grande échelle participent à des compétitions au niveau mondial. La plupart des champions internationaux pilotent des appareils dont l’envergure est comprise entre 2 et 3,50 mètres munis de moteurs deux temps de 50 à 250 centimètres cubes.

### Multis (avions de voltige)
Ce sont des modèles RC spécialement conçus pour effectuer de la voltige aérienne de manière fluide et gracieuse. Les Multis sont généralement propulsés par des moteurs à explosion et ces dernières années aussi par des moteurs électriques. La conception des Multis vise à obtenir des trajectoires tendues, avec le minimum de stabilité, ce qui signifie qu’ils sont conçus et construits pour rester dans la position dans laquelle ils sont. La stabilité en tangage est faible, les effets de roulis induit par le lacet sont quasi nuls. Les gouvernes de grande surface et la vitesse les rendent extrêmement manœuvrables.

### Vol à voile et planeurs

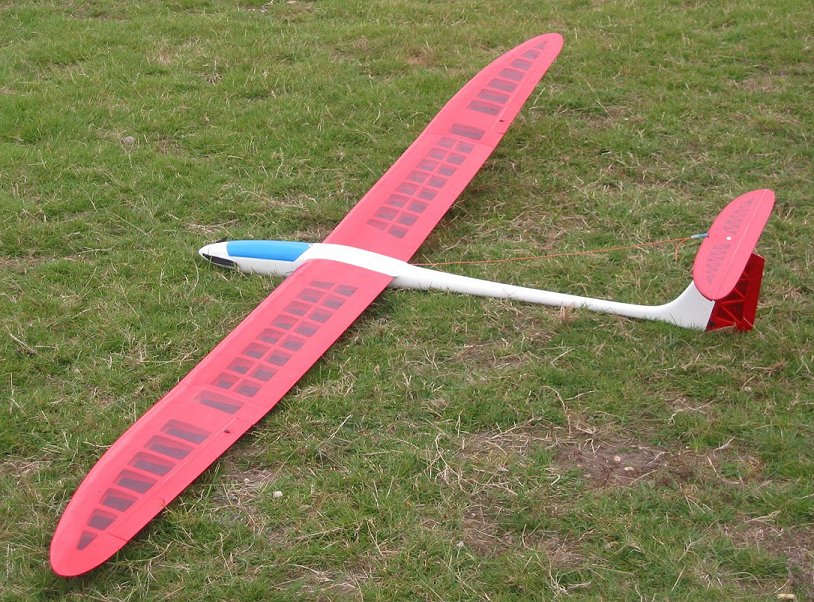
Planeur radiocommandé au sol.

Les planeurs sont des aérodynes qui généralement sont démunis de toute forme de motorisation. Le vol ne se poursuit donc que par l’exploitation des courants ascendants, en vol thermique ou en vol de pente.

### PSS
Modèle semi-maquette d'avion à l'envergure légèrement augmentée pour augmenter le finesse et se passer de moteur, le vol étant  exclusivement effectué en pente, d'où son nom : Power Slope Soaring (Elévation par la puissance de la pente). Ces modèles radiocommandés sont souvent des avions de chasse (ou de ligne) rétros ou récents, ou tout ce qui vole sous réserve d'avoir une surface portante minimale.
Une application détournée de ces PSS est le combat en vol de pente. Ces PSS sont fabriqués en mousse d'EPP (polypropylène expansé) recouvert de scotch armé (fibre de verre). La « chasse » consiste à chercher le contact entre modèles.

### Jets
Les jets sont généralement propulsés par une turbine à gaz ou un ducted fan (hélice carénée). Ils peuvent aussi être propulsés par de petits moteurs fusées à poudre, des micro turboréacteurs ou bien des pulsoréacteurs. Ces appareils peuvent atteindre des vitesses excédant les 300 km/h. Ils demandent d’excellents réflexes et sont très coûteux, aussi ils sont réservés à des experts.

Principe de fonctionnement du pulsoréacteur
Principe de fonctionnement de la turbine à gaz

### Racers
Les Racers sont de petits avions à hélice qui font la course autour de 2, 3, ou 4 pylônes, leur vitesse pouvant dépasser les  250 km/h. Ces appareils sont généralement bon marché et offrent des performances assez proches ce qui met l’accent sur l’habileté des pilotes. Ils sont généralement réalisés en fibre de verre ; des matériaux composites plus résistants sont utilisés sur les points les plus sollicités lors du vol. Les ailes sont généralement évidées afin d’en diminuer le poids (tous les appareils doivent atteindre un poids minimum, mais des ailes plus légères permettent un pilotage plus précis).

### Autogires
À la différence des hélicoptères, les autogires sont propulsés par une hélice comme un avion et la mise en mouvement de leur voilure tournante (rotor) est assurée par le vent relatif. Ces modèles sont un véritable défi à concevoir aussi bien qu’à construire mais ils fournissent un spectacle unique lorsqu’ils sont en vol.

### Hélicoptères

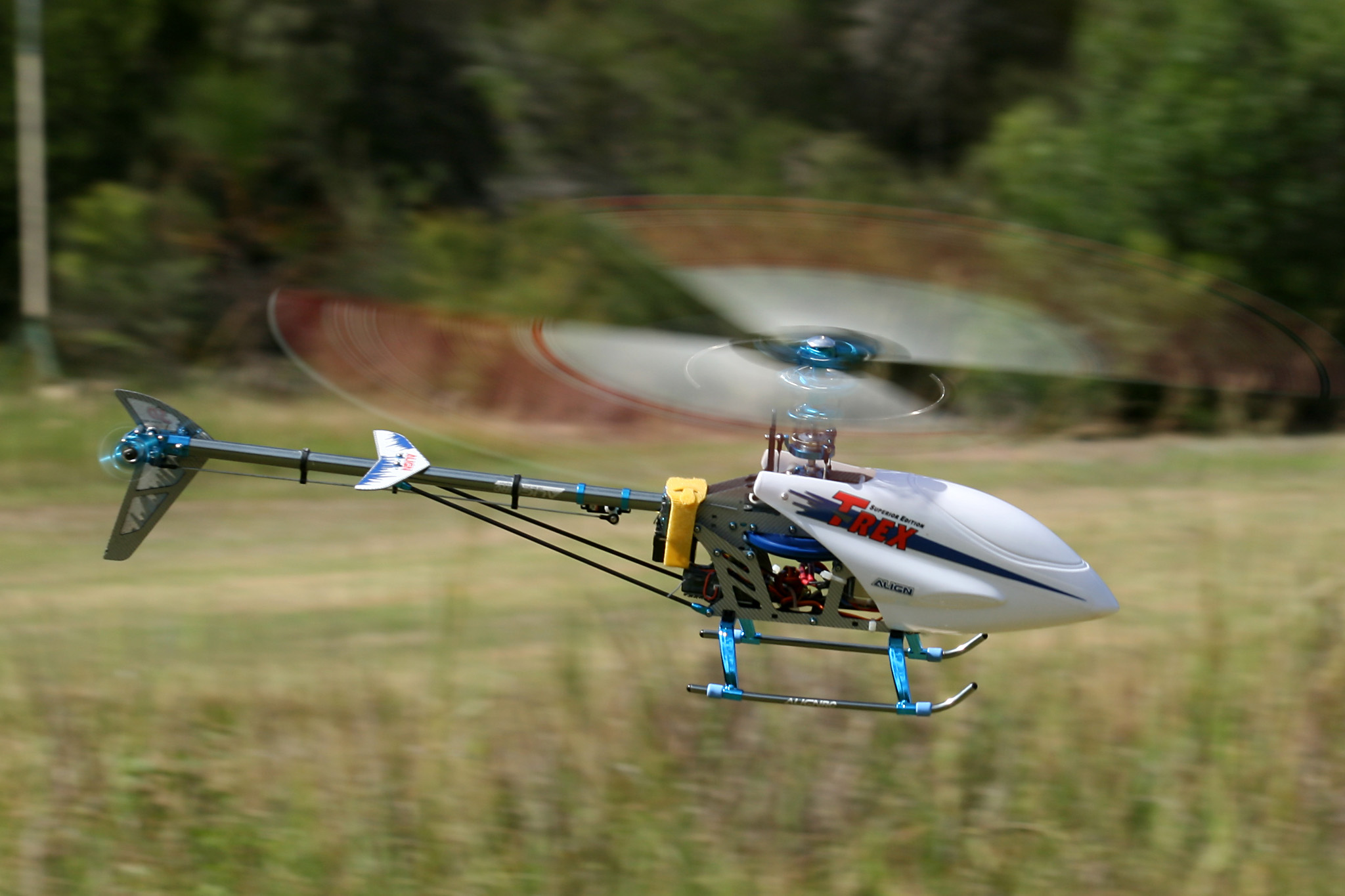
T-REX (Align).

Les hélicoptères radiocommandés forment une classe à part à cause de différences de construction, d’aérodynamique et de technique de vol.
Ce sont des machines très intéressantes de par leur mécanique complexe ; de plus, contrairement à d’autres machines volantes, ceux-ci permettent d’effectuer des vols dans toutes les directions (les translations) et bien sûr de rester parfaitement immobile (le stationnaire) au-dessus d’un point.

### Modèles d’oiseaux

Skybird, de Sean Kinkade, 1998.

Certains modèles RC s’inspirent de la nature. Il peut s’agir de planeurs ayant l’aspect d’un oiseau, mais le plus souvent de modèles d’oiseaux propulsées par des battements d’ailes. Les spectateurs sont souvent très surpris de voir de tels modèles voler, et les oiseaux ne sont pas moins curieux lorsque de tels engins partagent leur espace aérien. Ces facteurs, ainsi que le défi que représente la construction d’un tel modèle, ajoutent au plaisir du pilotage, bien qu’il existe, maintenant sur le marché, quelques modèles prêts à monter de tels oiseaux. Les modèles à ailes battantes, sont connus sous le nom d’ornithoptères, qui est le nom technique des aérodynes portés et propulsés par une voilure oscillante.

## Vol 3D

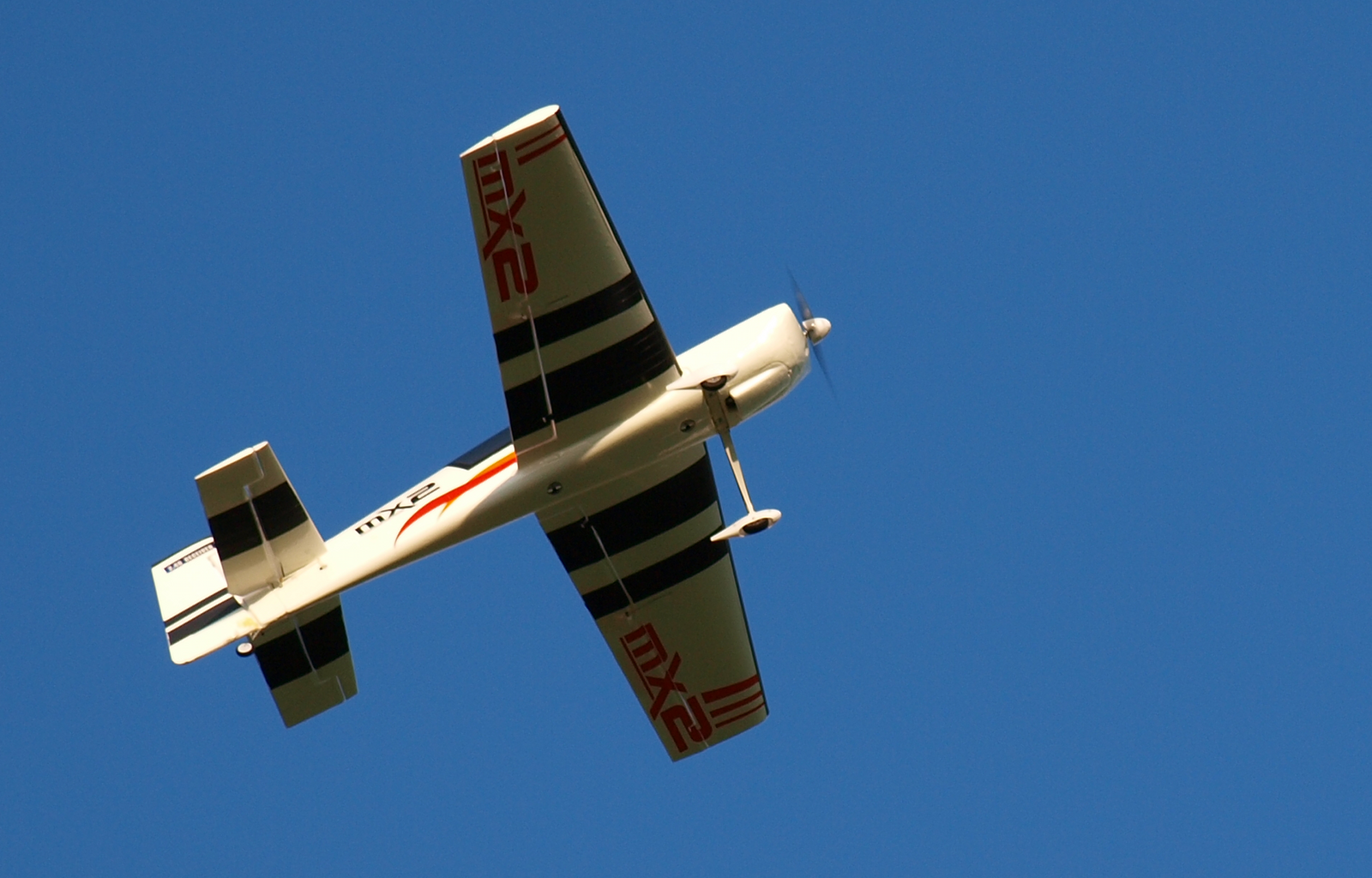
MX Aircraft MX2 un avion radiocommandé 3D acrobatiques.

Le Vol 3D ou 3D flight est un type de vol pour lequel les modèles ont un rapport poussée-poids supérieur à 1:1 (typiquement 1,5:1 ou plus), de larges surfaces de contrôle et des accélérations puissantes, ainsi qu’une charge alaire relativement faible. 
Ces caractéristiques permettent d’accomplir des figures acrobatiques spectaculaires telles que des torque-roll, des tonneaux, des loopings (boucles), et autres manœuvres effectuées en dessous de la vitesse de décrochage du modèle. 
Le 3D a créé un marché très important pour les appareils électriques indoor comme les Ikarus 'Shockflyers' conçus pour voler dans des salles de gymnastique. Ces modèles font en général appel à de petits moteurs brushless (sans balais) et des batteries lithium-polymère. Il existe aussi de nombreux modèles 3D plus grands propulsés par des moteurs quatre ou deux temps à essence ou de plus gros moteurs électriques.

## Types de kits et construction
Il existe différentes manières de construire ou d’assembler un avion RC. Nombre de kits sont disponibles dans le commerce, plus ou moins coûteux et requérant plus ou moins de talent ou d’expérience de la part de leur constructeur. 
Certains kits sont principalement composés de mousse et de plastique ou de balsa. La construction consiste en l’utilisation de coques pour le fuselage, et de nervures et de raidisseurs pour la voilure. Les modèles les plus robustes ont leurs structures constituées de bois ou peuvent également comporter des ailes composites en polystyrène expansé recouvert d'un plaquage de bois, souvent en abachi. Ces modèles sont généralement plus lourds que ceux de construction traditionnelle et conviennent donc mieux à des avions motorisés qu'à des planeurs.  Les constructions les plus légères sont généralement réservées au vol en salle (ou indoor) dans un environnement sans vent. Certains d'entre eux sont faits de fines structures de balsa et de fibres de carbone recouvertes d'un très fin film synthétique. L'arrivée sur le marché des « foamies », ou appareils constitués de mousse légère injectée et parfois renforcés de fibre de carbone ont rendu le vol « indoor » plus accessible aux amateurs. Les modèles « Crash proof » en mousse EPP (polypropylène expansé) sont si souples qu'ils ne subissent peu ou pas de dommages lors d'un accident, même en cas de crash sur le nez de l'appareil.
La fin des années 1980 a vu une gamme de modèles de la société US AirCore utilisant intelligemment polypropylène  double paroi. Ce matériel double paroi 'Correx' ou 'Coroplast' était généralement utilisé dans la publicité et l'industrie, étant aisément disponible en forme de feuille plate, facile à imprimer et à découper. Les modèles ont été pré-décorés et disponibles sous forme d'ARF (Almost Ready to Fly) exigeant un assemblage relativement facile avec des pièces qui s'emboîtent les unes dans les autres. L'épaisseur du matériel (d'habitude 3-6 mm) et la densité de ce dernier faisaient que les modèles étaient en général plus lourds (plus de 2,268 kg) et avaient par conséquent des vitesses au-dessus de la moyenne. La gamme a été conçue utilisant un support de moteur de type cartouche intelligent conçu pour des moteurs type 40 (6,6 cm3). 
Des amateurs ont plus récemment développé une gamme de nouveaux modèles utilisant le plastique ondulé ou le "Coroplast". Ces modèles sont collectivement appelés SPAD (en) qui signifie "Simple Plastic Airplane Design". Les supporters du concept SPAD vantent les mérites de la durabilité accrue, la facilité de construction et des coûts inférieurs par opposition aux modèles en balsa, parfois au détriment du poids et d’une esthétique non conventionnelle.

## Source
- (en) Cet article est partiellement ou en totalité issu de l’article de Wikipédia en anglais intitulé « Radio-controlled aircraft » (voir la liste des auteurs).